# Малая Покровка (Воронежская область)
Малая Покровка — село в Семилукском районе Воронежской области.
Входит в состав Землянского сельского поселения.

## География
В селе имеются две улицы — Молодежная и Набережная.

## Население
| 1859 | 2010 |
| ---- | ---- |
| 303  | ↗329 |

## История
Во время Великой Отечественной войны село было оккупировано немцами. Здесь имеется братская могила советских воинов.

## Инфраструктура
- Малопокровский сельский Дом культуры.
- Сельское отделение почтовой связи, ул. Набережная, 58.